# 도블로 상
도블로 상(스웨덴어: Doblougska priset, 노르웨이어: Doblougprisen)은 스웨덴과 노르웨이 소설에 수여하는 문학상이다. 상 이름은 노르웨이 사업가이자 자선가인 비르게르 도블로 (1881-1944)의 이름을 따서 명명되었다. 상은 매년 스웨덴 한림원에서 수여한다.